# Stephen Clarke (nadador)
Stephen Clarke (Sutton Coldfield, Reino Unido, 21 de julio de 1973) es un nadador canadiense de origen británico retirado especializado en pruebas de estilo mariposa y estilo libre, donde consiguió ser medallista de bronce olímpico en 1992 en los 4 x 100 metros estilos.

## Carrera deportiva
En los Juegos Olímpicos de Barcelona 1992 ganó la medalla de bronce en los 4 x 100 metros estilos, con un tiempo de 3:39.66 segundos, tras Estados Unidos y el Equipo Unificado; y también ganó el bronce en la misma prueba en los Juegos Panpacíficos de Kobe 1993.